# ألان براون (لاعب كرة قدم كندي)
ألان براون (21 ديسمبر 1984 في جنوب أفريقيا - ) هو لاعب كرة قدم كندي في مركز الدفاع. لعب مع بيتسبورغ ريفرهوندز.

## وصلات خارجية
- ألان براون على موقع قاعدة بيانات كرة القدم.إي يو (الإنجليزية)